# 凱特·蕭邦
凱特·蕭邦（英語：Kate Chopin，IPA：/ˈʃoʊpæn/，或美國 /ʃoʊˈpæn, ˈʃoʊpən/，1851年2月8日—1904年8月22日），本名凱薩琳·歐福拉赫蒂（Katherine O'Flaherty），美國小說家，作品大多以路易西安那州克里奧爾人為背景。現在已公認為19世紀女性主義作家的先驅。
自1869年至1902年間，她撰寫供成人和孩童閱讀的短篇小說，刊載於《大西洋月刊》、《時髦》、《世紀》和《哈伯青年手冊》等雜誌。主要作品為《河口人們》（1894年）和《阿卡迪亞之夜》（1897年）兩部短篇小說集。重要的短篇小說包含《黛澤蕾的嬰孩》，其內容為南北戰爭前路州境內異族通婚的故事。另有《一小時的故事》和《暴風》。
蕭邦亦創作兩部長篇小說：《咎》（1890年）和《覺醒》（1899年），後者舞台設於新奧爾良和大島。她的小說中人物通常皆為路州居民，大部分作品設定和路州中北部的納奇忒希相關。當時文學評論家認為蕭邦在作品中始終處處表達她對女性的關懷。

## 童年
凱特·歐福拉赫蒂出生於密蘇里州聖路易市。父親湯瑪士·歐福拉赫蒂是自愛爾蘭高威移入的成功商人，母親伊莉莎·法利是聖路易法裔社群名門出身，外祖母雅典娜伊斯·查爾維爾是法裔加拿大人的後裔，部分祖先為阿拉巴馬州太子島的首批歐洲移民。
凱特的父親於1855年（當時凱特僅五歲），以太平洋鐵路公司建造者的身分參與鐵路首次運轉，火車行經加斯科内德河（Gasconade River）時，因橋樑倒塌而罹難。是年，凱特進入聖路易的天主教會聖心學院就讀。
父親去世後，凱特與母親、曾祖母關係日益親密。開始勤於閱讀童話、詩歌、宗教託寓以及古典、當代小說。沃爾特·司各特和查爾斯·狄更斯都是她最喜愛的作家。
1863年是凱特家的多事之秋；曾祖母和同父異母的兄長喬治·歐福拉赫蒂相繼去世（凱特父親的前妻，也就是喬治的母親，早已去世，凱特的母親比父親年輕許多。）。喬治·歐福拉赫蒂是美利堅聯盟國的士兵，身為戰俘期間死於瘧疾。凱特因此休學，更加埋首於書的世界。
1865年凱特復學，開始紀錄備忘札記，1868年自聖心學院畢業。尚未有顯著的成就——但是說故事的技能提升不少。

## 坎坷時期
1869年，凱特時年二十，與奧斯卡·蕭邦成婚，定居新奧爾良。1879年奧斯卡的棉花業失敗，舉家遷居納奇忒希以南的查爾維爾，經營種植業和雜貨店。他們在社區中漸漸活躍，凱特於此吸收了許多日後寫作的素材，特別是和當地克里奧爾文化相關者。他們在243號高速公路495的居所（由艾莉絲·卡帖爾於該世紀早期所興建）現已成為國家史跡，亦為河口人們博物館的所在地。
奧斯卡在1882年死於瘧疾，留下美元$12,000的債務（大約相當於2005年的美金$229,360）。設法獨立經營種植業和雜貨店，但難見成果。她漸漸與一位有婦之夫的農人發生關係。
母親懇求她遷回聖路易，凱特及其子女在聖路易安頓下來，家境稍見起色。翌年，母親去世。
當凱特罹患精神崩潰期間，醫生建議她以寫作平緩心情。她接受建議，不久重新尋回她述說故事的才華。

## 寫作時期
1890年代晚期，凱特創作短篇小說、散文並從事翻譯，作品散見各雜誌，如《聖路易快報》。她已被公認為鄉土作家，但是文學才能卻遭忽視。
1899年第二部長篇小說《覺醒》出版，同時遭到文學和道德角度的批評。此書是凱特最知名的作品，內容是關於一個不滿婚姻生活的妻子。曾經絕版數十年，現已重新付梓。並且以早期女性主義作品的文學地位廣受重視。
凱特深受批評的打擊，轉往短篇小說創作。1900年寫成《新奧爾良紳士》，該篇是年收入第一版的《紳士錄》。然而，她從未自寫作獲得多少收益，仍仰賴位於路州和聖路易的投資維生。
1904年8月20日凱特參觀聖路易世界博覽會期間，因中風倒下，兩天後去世，年五十四。她葬於聖路易的麗泉暨十字架公墓。
凱特·蕭邦已經名列聖路易名士廊。

## 作品

### 小說別集
- 《河口人們》Bayou Folk, (Houghton Mifflin, 1894)
- A Night In Haverfordwest with Stacy's Mom (Way and Williams,1897) the story of"marina and yesenia"

### 長篇小說
- 《咎》At Fault, (Nixon Jones Printing Co, [St. Louis], 1890)
- 《覺醒》Awakening(H.S. Stone, 1899)

### 選本
- Sandra M. Gilbert, ed., Kate Chopin: Complete Novels and Stories (At Fault, Bayou Folk, A Night in Acadie, The Awakening, Uncollected Stories),  (Library of America, 2002) ISBN 978-1-931082-21-1.

## 資料來源
1. ↑  . Oxford Dictionaries. Oxford University Press.   [2019-07-23].
2. ↑  . The American Heritage Dictionary of the English Language 5th. Boston: Houghton Mifflin Harcourt.   [2019-07-23].
3. ↑  . Merriam-Webster Dictionary.   [2019-07-23].
4. ↑  Barton, Gay. . 美國國家傳記（英语：American National Biography）.   [2020-10-10]. （原始内容存档于2019-09-12）.
5. ↑  . RootsWeb.   [2008-03-16]. （原始内容存档于2019-06-24）.

## 資源
- "Kate O'Flaherty Chopin",  A Dictionary of Louisiana Biography, Vol. I (1988), p. 176

## 外部連結
- The Kate Chopin International Society（页面存档备份，存于）
- Kate Chopin的作品  - 古騰堡計劃
- 美國公共電視臺網站凱特·蕭邦年代記（页面存档备份，存于）
- 美國國會圖書館的Reproductions of selected late 19th century magazine articles by Chopin
- 於納基托什縣的，亦來自美國國會圖書館的凱特·蕭邦之家[永久]
- 覺醒（页面存档备份，存于）
- "Regret"a short story at （页面存档备份，存于）
- "Kate Chopin"（页面存档备份，存于） 於美國作家協會網站，包括了生平、問題研究、以及連結。
- "The Story of an Hour" at Wikisource